# 낙농체험
낙농체험(酪農體驗)은 일반 소비자를 대상으로 우유와 낙농업의 의미를 널리 알리기 위해 낙농진흥회에서 2004년부터 제1호 낙농체험목장 아그로랜드 태신목장을 시작으로 운영하고 있는 교육체험 프로그램이다.
우유를 알리는 일반적인 홍보 방법인 영상 혹은 지면을 통한 방식이었다면, 낙농체험 프로그램은 소비자가 직접 참여하고 체험함으로써 우유와 낙농업에 관한 실질적인 의미를 느낄 수 있다는 면에서 큰 호응을 얻고 있는 프로그램이며, 많은 농촌체험 프로그램 중에서 가장 성공한 프로그램으로 각광받고 있다.

## 낙농체험 목장
낙농체험은 농산물을 소재로 하고 있는 기존의 농촌체험과는 달리 살아있는 생명인 ‘젖소’와 젖소가 생산해내는 ‘우유’를 매개체로 하여 살아있는 체험의 현장을 제공해 준다.
젖소를 매개로 우유를 생산하는 낙농산업은 대표적인 자연순환형  농업이다. 이러한 자연순환형 농업의 이미지를 소비자들에게 확인시켜 줌으로써 낙농산업에 대한 필요성 및 중요성에 대해 자연스럽게 터득할 수 있는 기회를 갖게 된다.

## 낙농체험의 학습효과
낙농체험은 좋은 품질의 우유를 생산하기 위한 목장의 노력, 자연과의 공존, 젖소의 생활, 식생활에서 우유ㆍ유제품의 역할 등에 대한 정보 교류의 장으로도 활용된다.
특히 성장하는 학생들을 대상으로 ‘농업’ ‘노동’ ‘생명’ ‘음식’에 대한 교육적 기능을 제공할 뿐만 아니라 학교 단위 체험학습 교육프로그램으로 활용됨으로써 학생들에 대한 우유 알리기에도 긍정적인 요소들을 갖추고 있다는 평가를 받고 있다.

## 낙농체험 목장 프로그램
낙농체험의 주요 프로그램으로는 젖소들과의 직접적인 교류 및 교감을 통해 살아있는 생명체로서의 젖소와 함께하는 목장체험 프로그램이 있고, 젖소가 생산해내는 우유를 매개체로 하여 다양한 유제품을 직접 만들어보는 우유체험 프로그램이 있다.
- 젖 짜기(착유체험): 젖소가 우유를 생산하는 과정을 관찰을 통해 직접 경험할 수 있는 프로그램이다. 현재는 젖소를 통한 직접적인 체험보다는 관찰을 통한 학습 위주로 이뤄지고 있다.
- 송아지 우유 주기: 젖소의 관찰을 통해 젖소의 생활과 습성을 이해하고 젖소와 친해지는 과정이다.
- 젖소 사료 주기: 소가 섭취하는 사료의 종류에 대해 알아볼 수 있고, 이를 통해 소에 대한 소중함과 반추동물의 소화원리에 대해 학습할 수 있다.
- 트랙터 타기: 대표적인 농업용 기자재인 트랙터를 직접 타봄으로써 농업에 대한 이해도를 높임과 동시에 목장과 낙농업에 대한 이해와 흥미를 갖게 된다.
- 치즈 만들기: 식품으로서의 우유의 가치와 영양가를 알고 우유가 우리의 일상생활에서 갖고 있는 중요성에 대해 인식할 수 있다.
- 아이스크림 만들기: 우유에 대한 다양한 활용과 함께 풍미가 높은 유제품을 직접 만들어 섭취함으로써 우유에 대한 가치와 영양에 대해 생각해 볼 수 있다.

## 전국 낙농체험 인증목장(‘19년 기준)
- 꿈목장 경기 김포시 통진읍
- 은아목장 경기 여주시 가남읍
- 애심목장 보관됨 2021-10-18 - 웨이백 머신 경기 연천군 연천읍
- 청계목장 경기 용인시 처인구 백암면
- 농도원목장 경기 용인시 처인구 원삼면
- 와우목장 경기 이천시 설성면
- 고구려목장 경기 파주시 적성면
- 신하늘목장 경기 화성시 남양읍
- 진주목장 보관됨 2021-05-07 - 웨이백 머신 경기 화성시 비봉면
- 모산목장 경기 파주시 탄현면
- 대관령하늘목장 강원 평창군 대관령면
- 대관령삼양목장 강원 평창군 대관령면
- 보배목장 강원 평창군 대화면
- 성동목장 충남 부여군 임천면
- 아그로랜드 태신목장 충남 예산군 고덕면
- 효덕목장 충남 천안시 동남구 성남면
- 크로바목장 충남 홍성군 결성면
- 청원목장 충북 청주시 서원구 현도면
- 다래목장 충북 청주시 청원구 내수읍
- 가나안목장 경남 사천시 곤양면
- 내화목장 보관됨 2019-01-21 - 웨이백 머신 경남 양산시 원동면
- 숲속치즈스쿨 보관됨 2019-01-24 - 웨이백 머신 경남 진주시 명석면
- 해뜰목장 경남 하동군 옥종면
- 신우목장 울산 울주군 두서면
- 파도목장 전남 무안군 현경면
- https://web.archive.org/web/20170912031021/http://mirfarm.com/ 미르목장] 전남 영광군 법성면
- 유레카목장 전남 영광군 영광읍
- 대한목장 전북 임실군 지사면
- 지헌목장 바로가기 제주 제주시 애월읍
- 아침미소목장 바로가기 제주 제주시 첨단동길